# António Ramalho Eanes
António dos Santos Ramalho Eanes (portugisisk udtale: [ɐtɔniu ʁɐmaʎu iɐnɨʃ]; født 25. januar 1935, Alcains, Castelo Branco i Portugal) er en portugisisk general og politiker, der var Portugal 16. præsident mellem 1976-1986.
António Ramalho Eanes blev den 25. juni 1984 ridder af Elefantordenen. I 1978 blev han tildelt den norske St. Olavs Orden.